# Ромбоедричний графіт

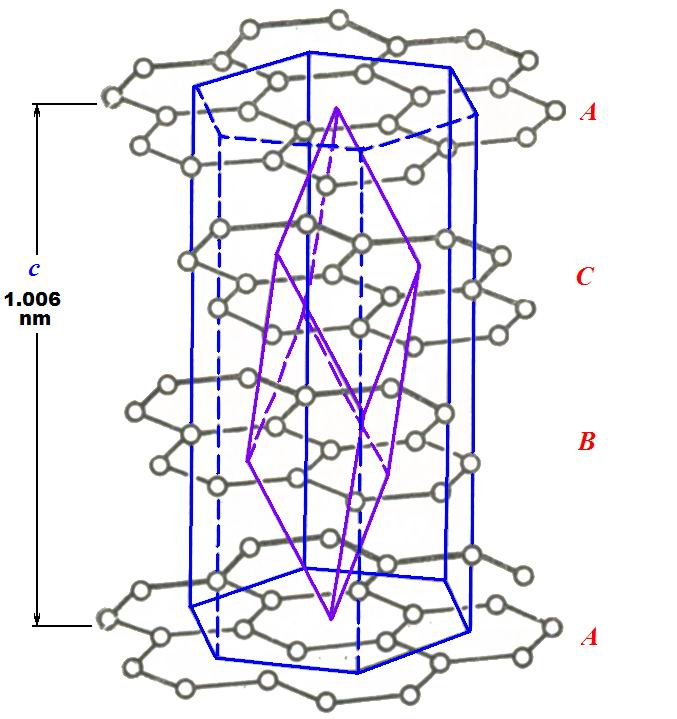
Ромбоедричний графіт

Ромбоедричний графіт (англ. rhombohedral graphite) або β-графіт — термодинамічно нестабільна алотропна форма графіту з АВСАВС-послідовностями шарів. Точний кристалографічний опис цієї форми дається просторовою групою D3d-R3m (константи елементарної комірки: а = 256.6 пм, с = 1006.2 пм). Ромбоедричний графіт не можна виділити у чистій формі. Він існує в суміші з гексагональним графітом і у природному графіті його вміст може сягати 30 %. Утворюється при зсувній деформації гексагонального графіту та перетворюється в АВАВ-модифікацію гексагонального графіту при нагріванні вище від 1600 К. У ромбоедричній ґратці β-графіту розташування плоских шарів повторюється через два шари а не через один, як у гексагональній.